# سد شرحبيل بن حسنة
سد شرحبيل بن حسنة والمعروف باسم زقلاب، سد مائي يقع قرب الشونة الشمالية في منطقة الأغوار التابعة إلى محافظة إربد شمال الأردن، السعة التخزينية للسد هي 4 مليون م3، تم البدء في إنشاء السد سنة 1965 وتم إنجاز البناء سنة 1967 وهو أول السدود في الأردن، بلغت تكلفة البناء 600 ألف دينار أردني، السد من النوع الترابي.